# 과천고등학교
과천고등학교(果川高等學校)는 대한민국 경기도 과천시 별양동에 있는 공립 고등학교이다.

## 학교 연혁
- 1984년 11월 : 과천고등학교 9학급 설립 인가
- 1985년 3월 : 초대 이종학 교장 부임
- 1985년 3월 : 개교 및 입학식 (3학급 177명)
- 2002년 10월 : 돋할관(다목적관: 체육관, 식당, 도서관, 과학실) 준공
- 2012년 3월 : 창의·인성 중심 교육과정 편성 운영, 배움과 실천 공동체 운영, NTTP 연수원학교 운영
- 2014년 3월 : 자율형 창의경영학교, 창의인성 모델학교 및 연구학교, 교육과정 자율학교, 선진형 교과교실제, 교육과정 클러스터 지정운영
- 2017년 2월 : 제30회 졸업식 (남 203명, 여 87명 계 290명) 졸업생 누계 14,575명 (남 8,956명, 여 5,619명)
- 2023년 3월 : 제12대 김태성 교장 부임
- 2023년 3월 : 고교학점제 선도학교, 인공지능(AI)교육 선도학교 지정 운영
- 2024년 3월 : 제40회 입학식(8학급)
- 2024년 3월 : AI 정보교육 중심학교, 예술중점학교, 체육교육과정 특성화학교 지정 운영

## 갤러리

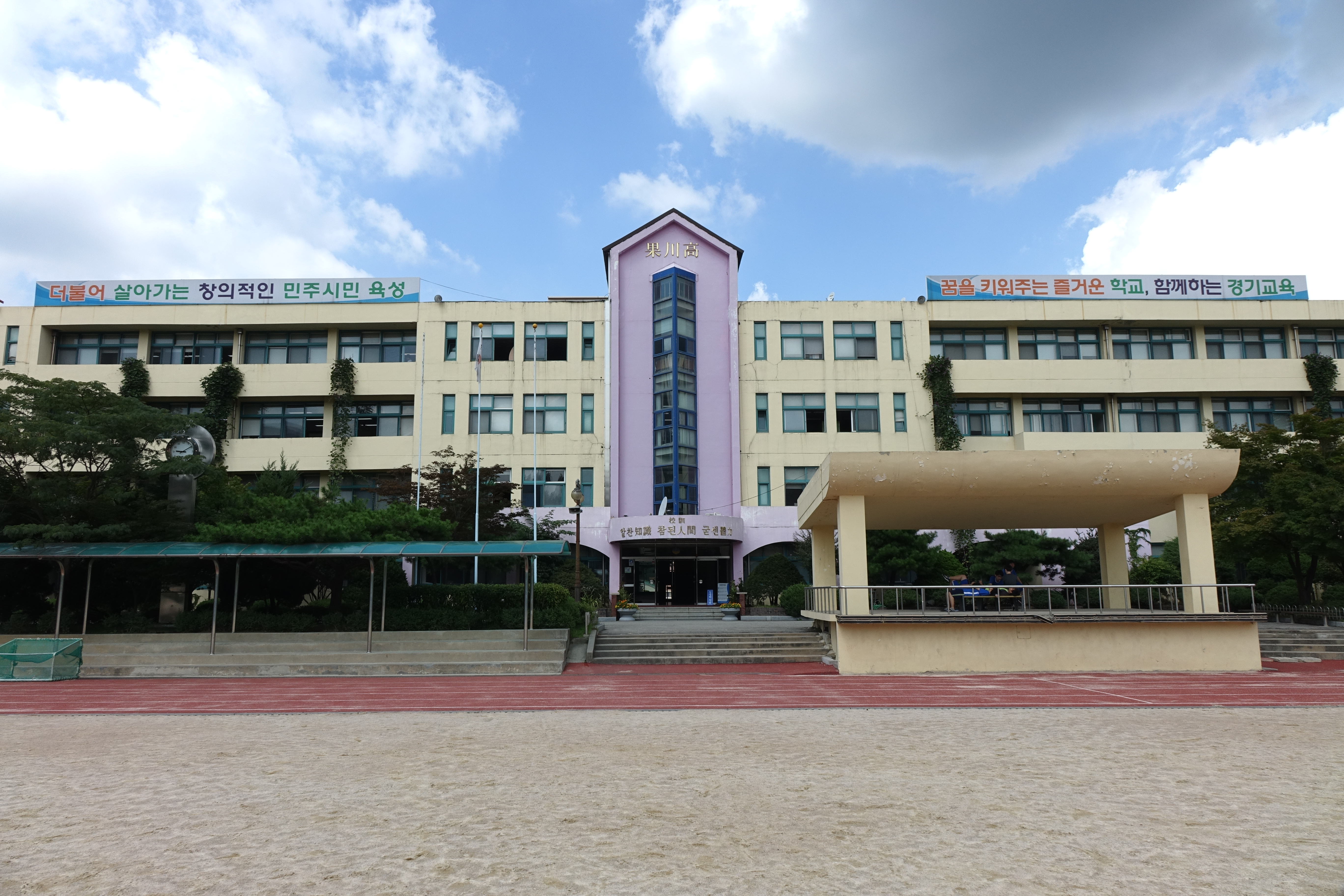
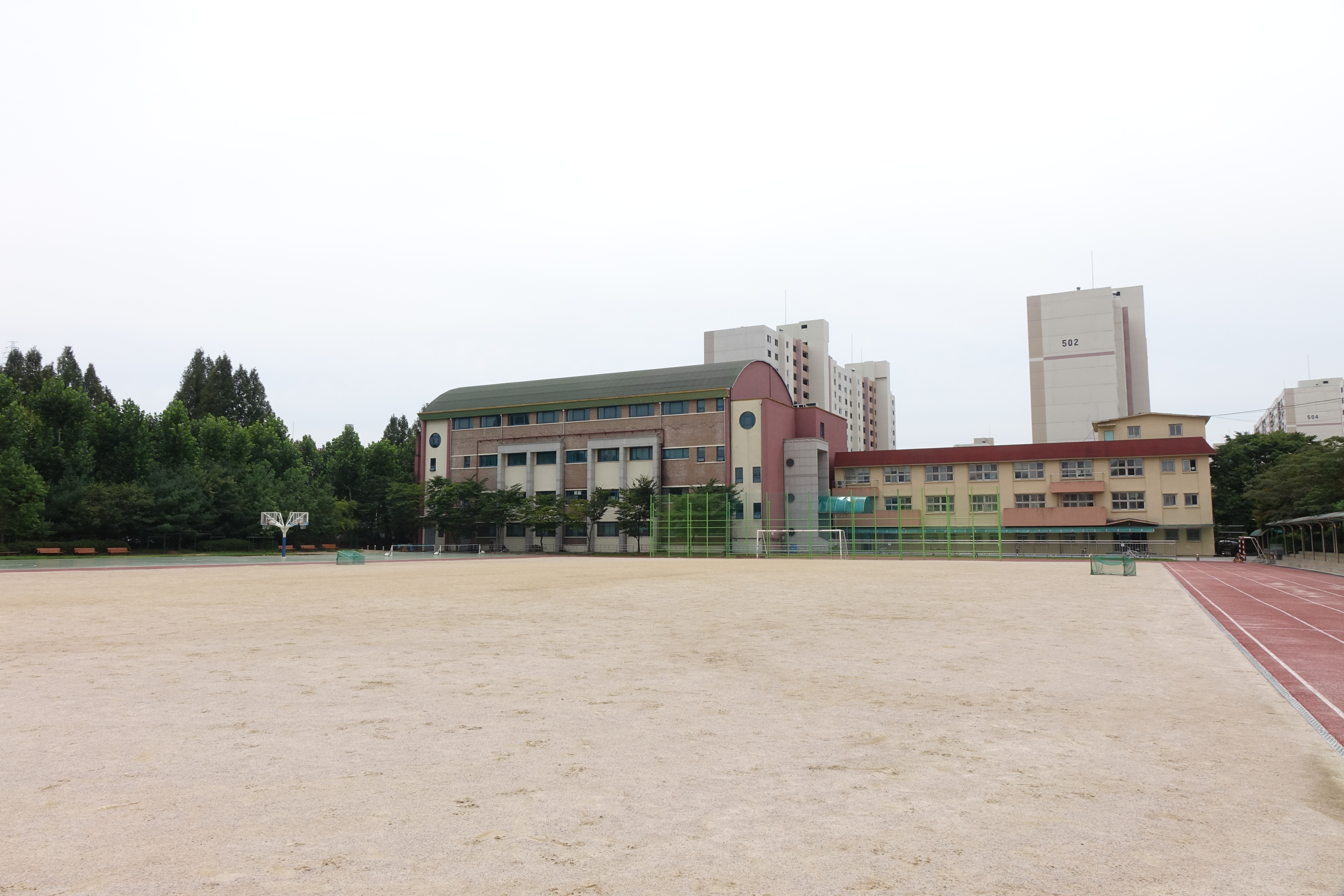
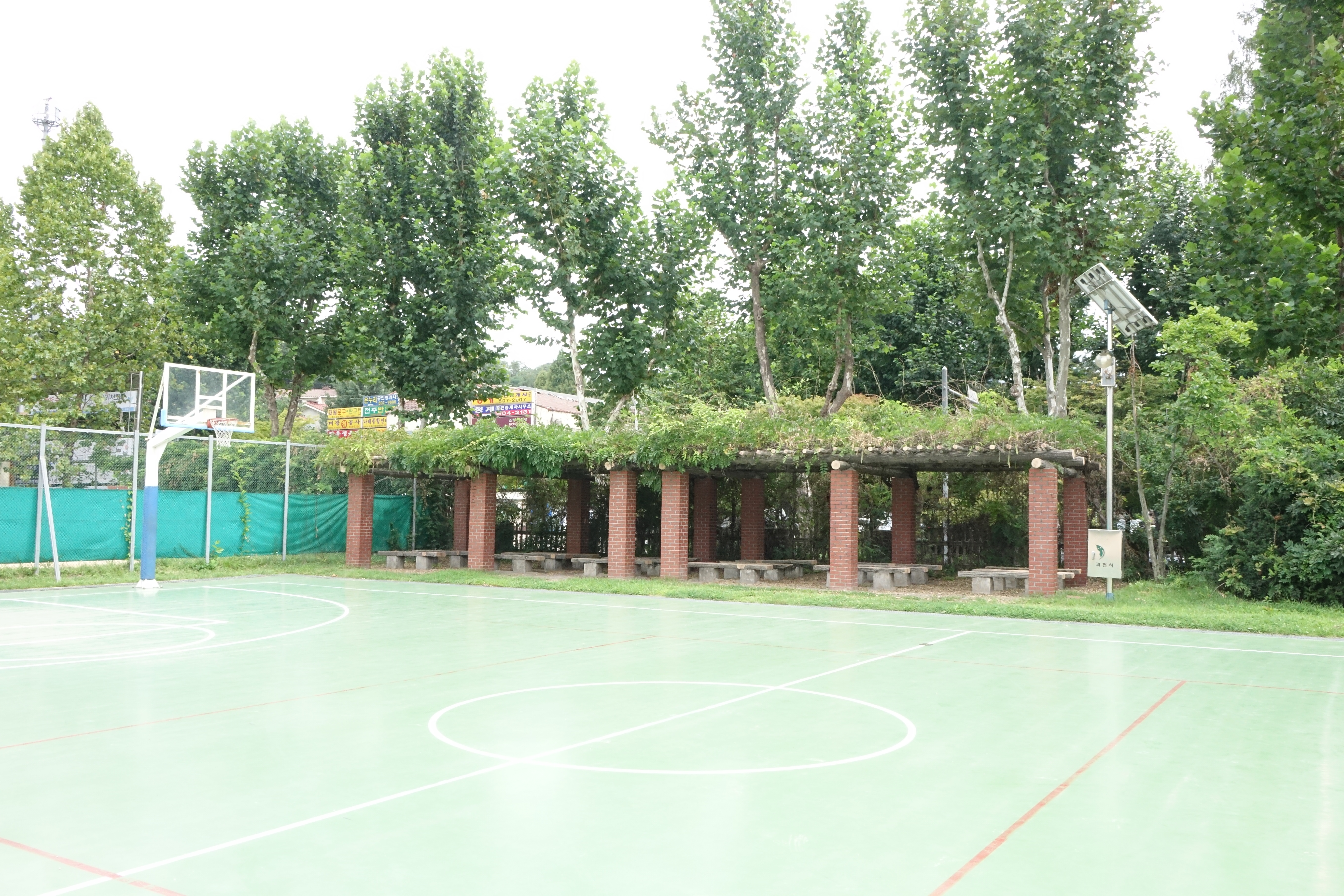
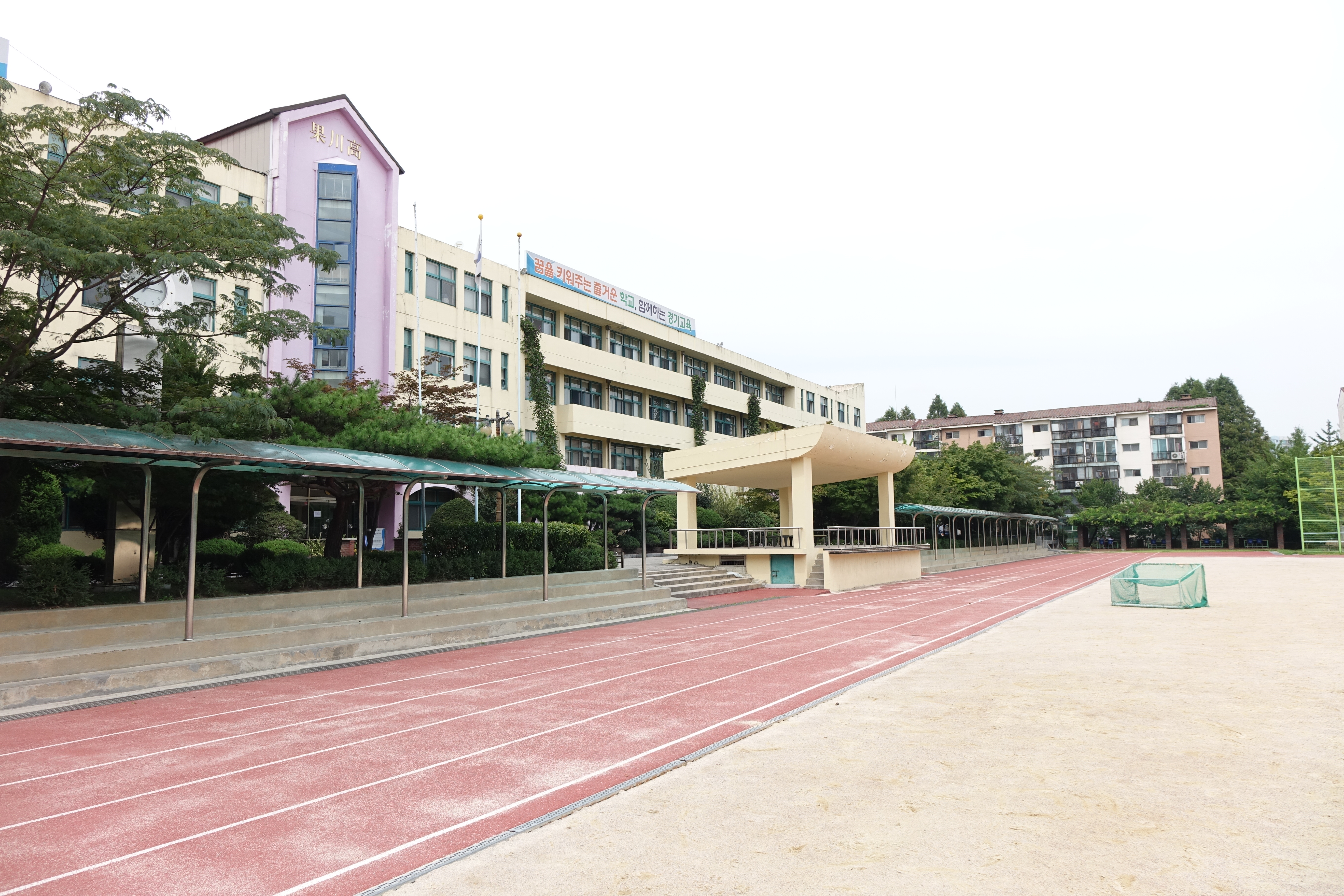
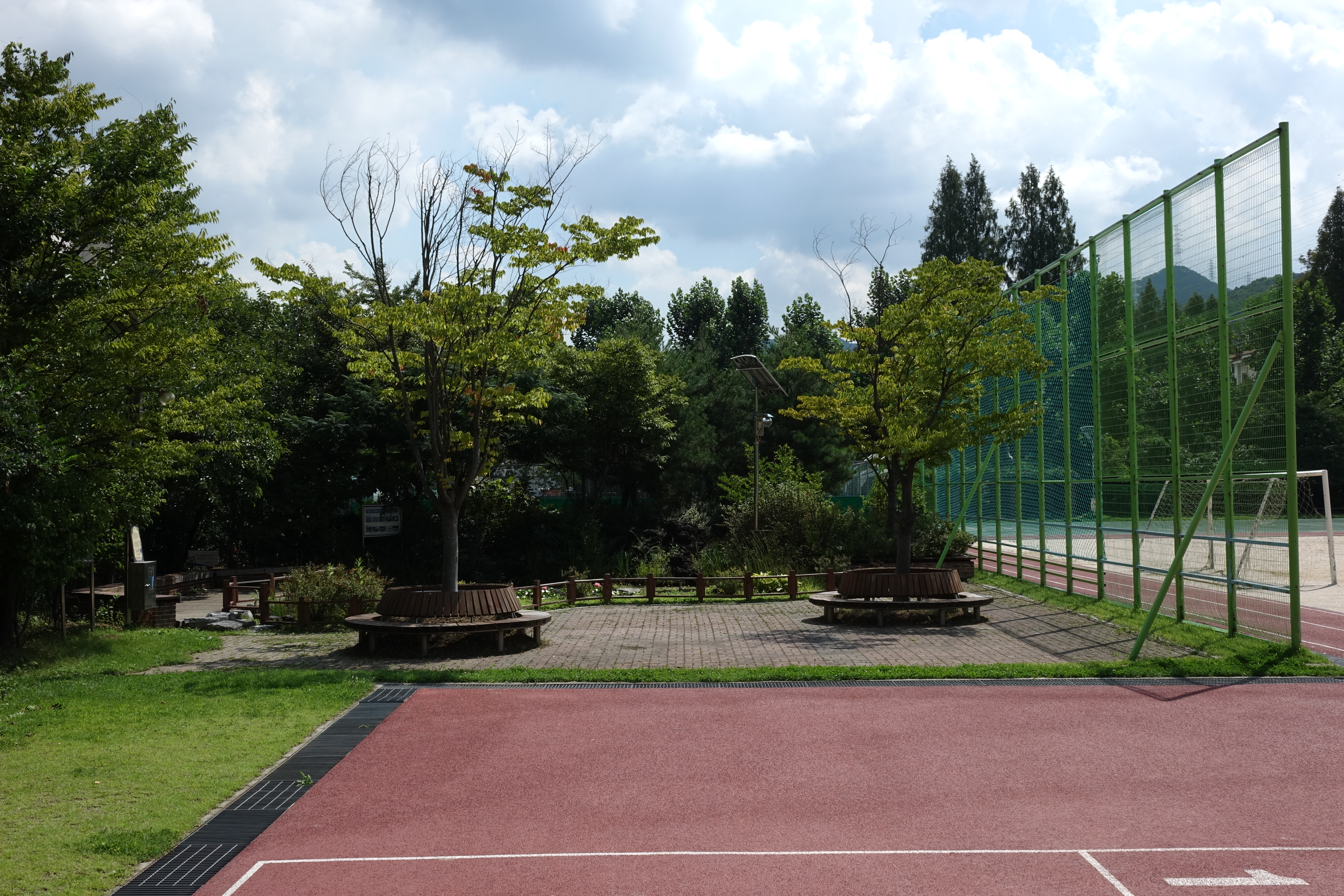
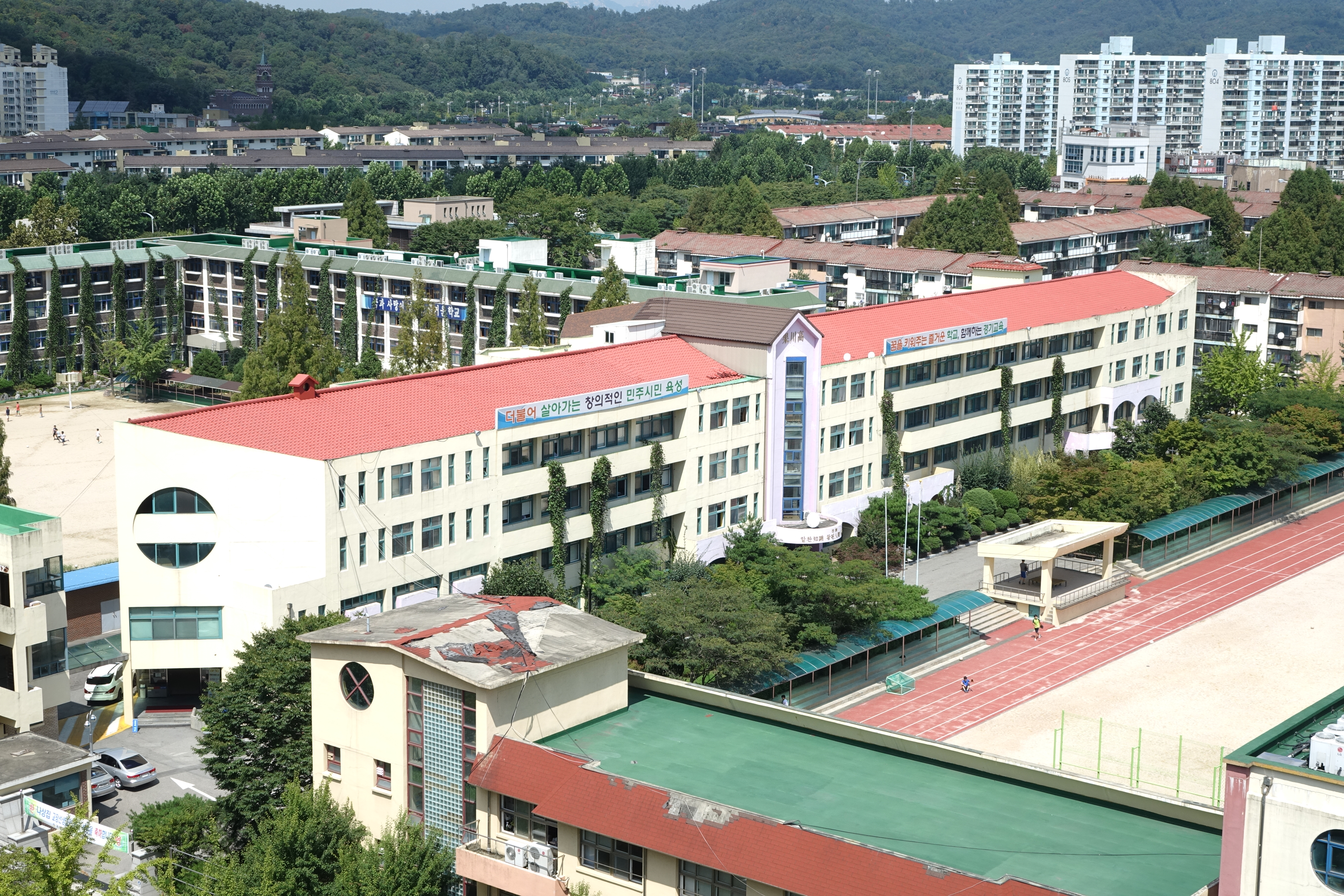
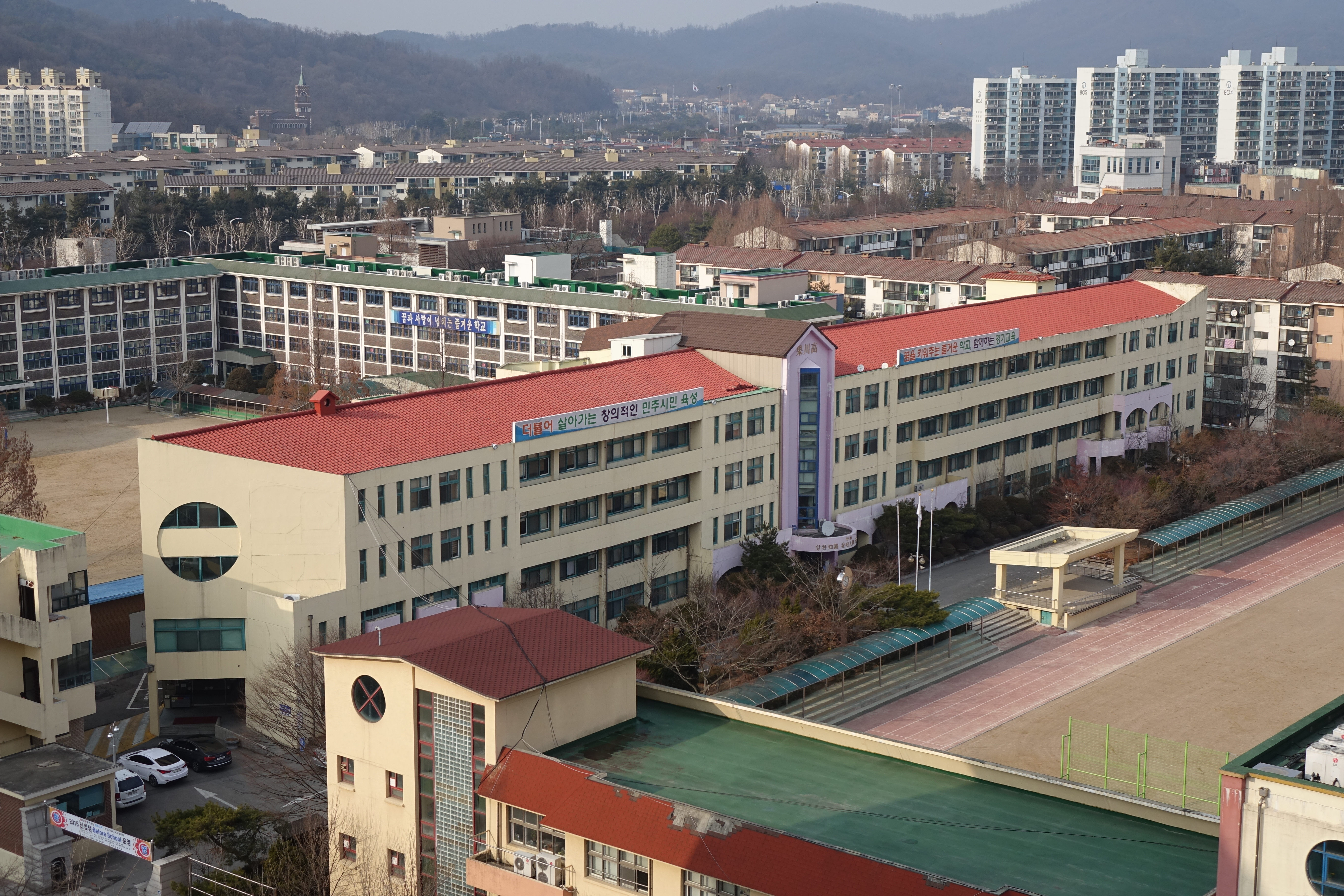
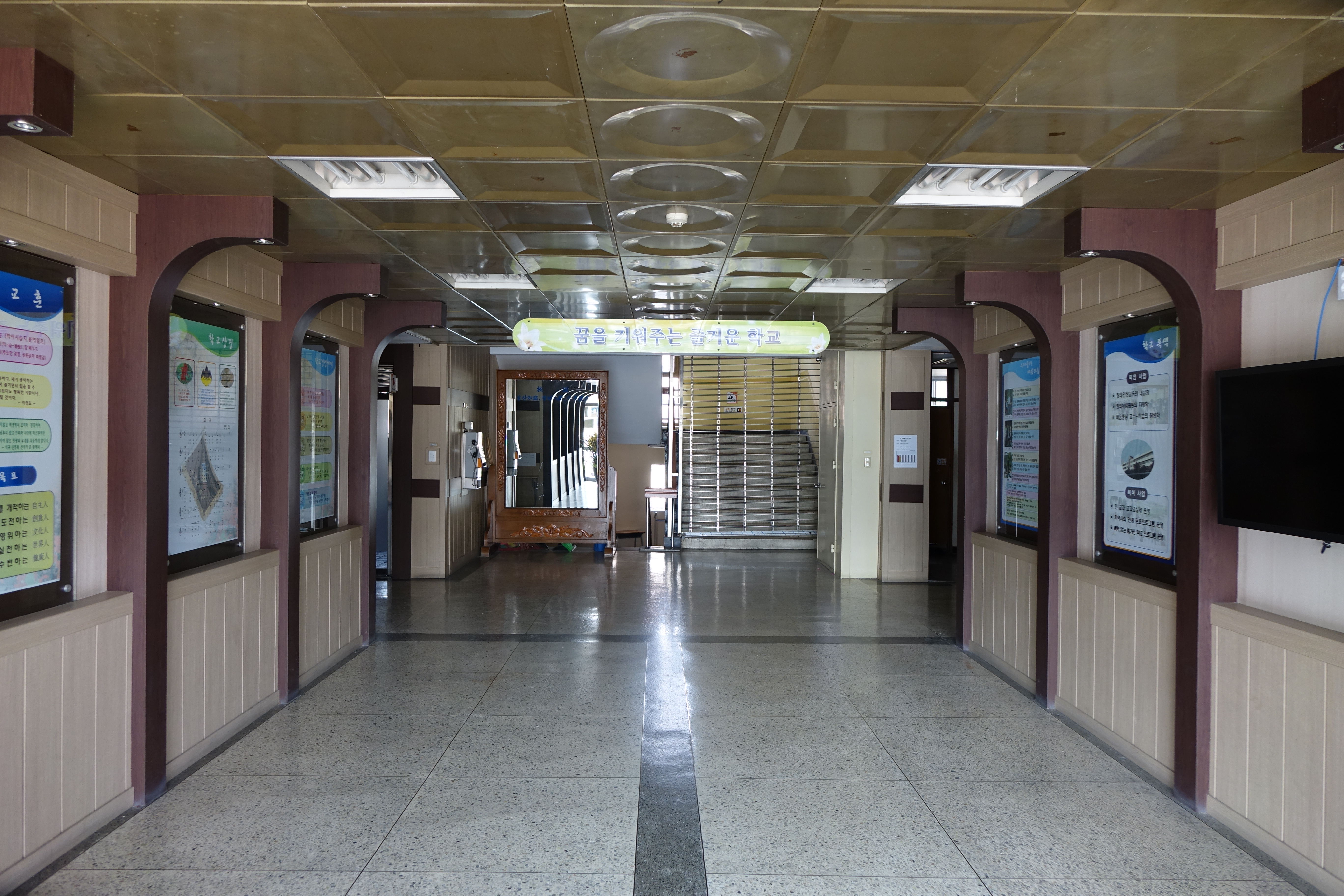
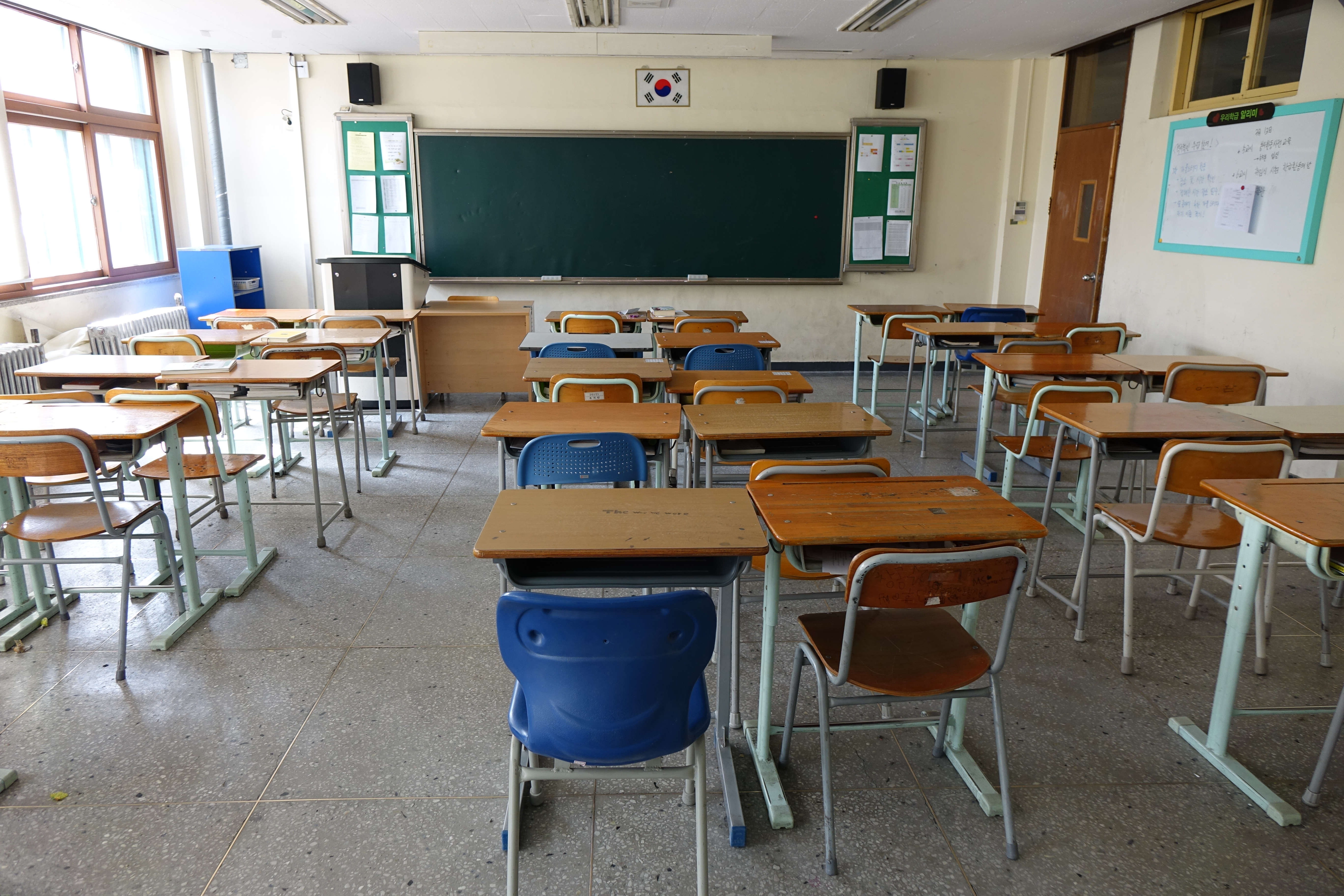

## 참고 자료
- 과천고등학교 - 한국교육학술정보원 학교알리미